# Fotsiforia carinifrons
Fotsiforia carinifrons är en stekelart som beskrevs av André Seyrig 1952. Fotsiforia carinifrons ingår i släktet Fotsiforia och familjen brokparasitsteklar. Inga underarter finns listade i Catalogue of Life.